# Cercle nautique de Versailles
Le Cercle nautique de Versailles (ou CNV) est un club d'aviron présent en France dans le département des Yvelines. Il exerce son activité depuis l’origine sur le Grand Canal du château de Versailles et a pour but le développement de l’aviron sous toutes ses formes.

## Création
Le Cercle nautique est l’une des plus anciennes sociétés sportives versaillaises : l'association « Cercle Nautique de Versailles » a été créée en 1908,,.  

## Localisation
Son histoire plus que centenaire est indissociable de celle du Grand Canal sur lequel évolue ses équipages et lui confère une place particulièrement atypique au coeur du Domaine du Château de Versailles. 

## Couleurs du Club
Prenant ses quartiers dans "la Petite Venise", c'est tout naturellement que le club d'aviron nouvellement créé se pare du blanc royal et du rouge vénitien.

## Objectis sportifs
Club centenaire mû par un fort esprit compétitif, le Cercle Nautique de Versailles a su glâner plusieurs dizaines de titres et de médailles en Championnats de France au cours de son existence. Plusieurs de ses membres ont eu l'opportunité d'être sélectionnés en collectifs nationaux, remportant des médaillles internationales au passage.
Le club participe tout au long de l'année à de nombreuses compétitions locales, régionales mais également nationales.

## Palmarès
Le club a remporté plus de 70 médailles ou titres remportés aux Championnats de France, et près de 15 médailles internationales, y compris Jeux Olympiques.
Détails des titres, au début de 2024 : 
- 70 médailles en championnat de France ;
- 6 titres féminins ;
- 16 titres masculins
- 14 médailles internationales et aux Jeux Olympiques ;
- 23 rameurs sélectionnés en Equipe de France ;
- 4 rameurs participant aux Jeux Olympiques.

## Organisation d'événements sportifs
Le Grand Canal accueille régulièrement de grandes compétitions nationales ou internationales, organisées par le CNV.
Le club ouvre ses portes également aux :
- classes sportives
- entreprises
- universitaires
- scolaires